# Sauretuoddarak
Sauretuoddarak är kullar i Finland.   De ligger i landskapet Lappland, i den norra delen av landet, 1 000 km norr om huvudstaden Helsingfors.